# Ричмонд (Кентуккі)
Ричмонд (англ. Richmond) — місто (англ. city) в США, в окрузі Медісон штату Кентуккі. Населення — 34 585 осіб (2020).

## Географія
Ричмонд розташований за координатами 37°43′16″ пн. ш. 84°17′28″ зх. д. / 37.72111° пн. ш. 84.29111° зх. д. (37.721163, -84.290988).  За даними Бюро перепису населення США в 2010 році місто мало площу 59,82 км², з яких 59,07 км² — суходіл та 0,75 км² — водойми.

## Демографія
Згідно з переписом 2010 року, у місті мешкали 31 364 особи в 12 435 домогосподарствах у складі 6213 родин. Густота населення становила 524 особи/км².  Було 13788 помешкань (231/км²).
Расовий склад населення:
| - 86,8 % — білих - 8,0 % — чорних або афроамериканців - 1,2 % — азіатів - 0,3 % — корінних американців - 0,1 % — вихідців з тихоокеанських островів - 1,1 % — осіб інших рас |

До двох чи більше рас належало 2,5 %. Частка іспаномовних становила 2,7 % від усіх жителів.
За віковим діапазоном населення розподілялося таким чином: 17,8 % — особи молодші 18 років, 72,9 % — особи у віці 18—64 років, 9,3 % — особи у віці 65 років та старші. Медіана віку мешканця становила 26,6 року. На 100 осіб жіночої статі у місті припадало 91,8 чоловіків;  на 100 жінок у віці від 18 років та старших — 90,0 чоловіків також старших 18 років.
Середній дохід на одне домашнє господарство  становив 42 882 долари США (медіана — 30 621), а середній дохід на одну сім'ю — 56 524 долари (медіана — 43 330). Медіана доходів становила 38 379 доларів для чоловіків та 30 720 доларів для жінок. За межею бідності перебувало 31,9 % осіб, у тому числі 35,4 % дітей у віці до 18 років та 16,2 % осіб у віці 65 років та старших.
Цивільне працевлаштоване населення становило 15 440 осіб. Основні галузі зайнятості: освіта, охорона здоров'я та соціальна допомога — 29,2 %, роздрібна торгівля — 17,1 %, мистецтво, розваги та відпочинок — 16,4 %.